# Biblioterapie
Biblioterapia (cuvânt care provine din grecul biblion, "carte" și therapeia, "vindecare") este o modalitate de psihoterapie bazată pe interacțiunea dintre individ și textul scris, proză sau poezie și are rezultat îmbunătățirea stării de sănătate a cititorului. Biblioterapia este adesea combinată cu terapia prin scris⁠(d).
Biblioterapia este o intervenție sistematică ce folosește materiale bibliografice atent selecționate pentru a ajuta persoanele să gestioneze mai bine stresul și problemele personale. Studiile desfășurate pe parcursul timpului sugerează că biblioterapia poate fi folosită cu succes atât în context educațional, cât și clinic.
S-a dovedit a fi eficientă în tratamentul depresiei ușoare până la moderate. Există, de asemenea, dovezi modeste privind reducerea simptomelor dependenței de alcool⁠(d) și tulburărilor de panică⁠(d).
Biblioterapia nestructurată se încadrează în terapiile artistice creative, incluzând recomandări de lectură făcute de un bibliotecar, profesor sau de un profesionist din domeniul sănătății bazate pe valoarea terapeutică percepută. Biblioterapia structurată poate fi descrisă ca psihoterapie de susținere, unde terapeutul selectează materialele de lectură astfel ca rezultatul să fie reducerea simptomelor.

## Istoric
Biblioterapia este un concept vechi în biblioteconomie. Istoricului grec Diodor din Sicilia, în lucrarea Bibliotheca historica, menționează că exista o frază deasupra intrării în camera regală unde erau cărțile regelui Ramses al II-lea al Egiptului, cel mai vechi motto de bibliotecă din lume, ψῡχῆς ἰατρεῖον on, „Casa Vindecării Sufletului”.
 Galen, filosoful și medicul al lui Marcus Aurelius al Romei, în secolul I d.Hr., avea o bibliotecă medicală folosită nu numai de el însuși, ci și de personalul Sanctuarului Asclepion, unul din primele centre spitalicești din lume.
Prima formă de biblioterapie cunoscută în practica clinică datează din Egiptul 1272, unde lucrătorii și liderii religioși aparținând Spitalului Al Mansour din Cairo citeau Coranul pacienților ca tratament medical.
Istoricul de carte Leah Price a scris despre programele publice recente de sănătate care folosesc biblioterapia în Regatul Unit precum „Cărți pe bază de rețetă” și „Cărți de stimulare a dispoziției”. Aceste programe sunt finanțate de Serviciul Național de Sănătate și ajută medicii să prescrie cărți de dezvoltare personală, ficțiune și poezie pacienților care suferă de diferite afecțiuni psihiatrice. Unii cercetători au încercat să studieze recent efectele psihologice ale lecturii.
Criticul literar Timothy Aubry a semnalat tendințe ale cititorilor contemporani americani de a trata cărțile drept sursă de sfaturi practice sau o formă de terapie, și nu ca și sursă de satisfacție de ordin estetic. În biblioterapie, estetica e în strânsă legătură cu sănătatea, arta devenind un instrument pentru dobândirea stării de bine.

## Schimbarea definițiilor
În forma sa cea mai de bază, biblioterapia folosește cărți pentru a ajuta oamenii să rezolve problemele cu care se pot confrunta la un anumit moment. Constă în selectarea materialelor de lectură relevante pentru situația de viață a clientului. Biblioterapia a fost, de asemenea, explicată ca „un proces de interacțiune dinamică între personalitatea cititorului și literatură – interacțiune care poate fi utilizată pentru evaluarea, ajustarea și creșterea personală”. Metoda are efecte benefice maxime atunci când oamenii sunt capabili să se identifice cu un personaj, obținând o nouă perspectivă asupra propriilor experiențe de viață. De exemplu, un copil îndurerat care citește sau i se citește o poveste despre un alt copil care și-a pierdut un părinte se poate simți mai puțin singur pe lume.
În 1941, în a 11-a ediție a Dicționarului Medical Ilustrat Dorland (Dorland’s Illustrated Medical Dictionary), apărea termenul de biblioterapie. În 1961, a treia ediție a Dicționarului Internațional Webster (Webster Third New International Dictionary⁠(d)) a definit biblioterapia ca tehnică de „folosire a unor materiale de lectură selectate pentru a le fi de ajutor pacienților în medicină și psihiatrie; de asemenea, tehnică pentru ghidarea în găsirea de soluții la probleme personale.” Aceasta definire a fost acceptată și preluată de Asociația Americană a Bibliotecilor (American Library Association).
Dicționar online pentru bibliotecă și știința informației a ALA (2011) definește biblioterapia ca:
„The use of books selected on the basis of content in a planned reading program designed to facilitate the recovery of patients suffering from mental illness or emotional disturbance. Ideally, the process occurs in three phases: personal identification of the reader with a particular character in the recommended work, resulting in psychological catharsis, which leads to rational insight concerning the relevance of the solution suggested in the text to the reader's own experience. Assistance of a trained psychotherapist is advised.”

## Interpretări clinice
Deși termenul „biblioterapie” a fost folosit pentru prima dată de Samuel Crothers⁠(d) în 1916, utilizarea cărților pentru terapie datează din Evul Mediu. Atunci când este aplicată într-un context terapeutic, biblioterapia poate cuprinde atât materiale de ficțiune, cât și non-ficționale⁠(d).
Prin identificarea cu un personaj din poveste, cititorul își poate recunoaște propriile probleme. Empatizând cu personajul, pacientul trece printr-o formă de [catharsis]] care are ca rezultat câștigarea speranței sau eliberarea tensiunii emoționale, ceea ce duce, în consecință și la schimbarea comportamentului. De asemenea, unui pacient i-ar fi mai ușor să vorbească despre problemele sale dacă el și terapeutul pot pretinde că vorbesc despre problemele personajului.
Majoritatea terapeuților instruiți în biblioterapie au o listă de cărți care abordează  diferite probleme. 

## Biblioterapie și romane grafice
Romanele grafice sunt cărți de [[[benzi desenate]] de 100 de pagini sau mai mult. Romanele grafice în acest context permit persoanelor care se luptă cu probleme de alfabetizarea sau comunicare să aibă un acces mai bun la informația terapeutică. Benzile desenate care au putut fi folosite în biblioterapie au apărut în anii 1940. Romanele grafice publicate abordează subiecte de sănătate publică, cum ar fi depresia, abuzul de droguri⁠(d) și PTSD.
În prezent, un grup de medici, profesori, artiști și bioeticieni conduce site-ul Graphic Medicine și găzduiește o conferință anuală pentru a discuta despre utilizarea romanelor grafice și a benzilor desenate în sănătate.
Romanele grafice sunt cel mai adesea folosite pentru a atrage grupul numit „cititori reticenți”, oameni care au abandonat lectura din plăcere. În timp ce acest grup poate fi alfabetizat în sensul de bază, cercetările arată că oamenii care citesc de plăcere își îmbunătățesc în mod continuu vocabularul și abilitățile lingvistice.
În România există situl de Intervenții psihoterapeutice pentru copii și adolescenți al prof. univ. dr. Daniel David și conf. univ. dr. Anca Dobrean.  unde autorii prin intermediul personajului Retman crează benzi desenate terapeutice cu patru aplicații pentru controlul Anxietății, Deprimării, Furiei și Vinovăției. Ele sunt prezentate în limba română și în limba engleză, asociată lor existând și o prezentare științifică a conceptului RETMAN, inclusiv prima variantă a „Decalogului Raționalității”.
Cercetările arată că romanele grafice sunt utile studenților cu dificultăți de învățare tradiționale, cum ar fi dislexia și de asemenea, s-au dovedit a fi eficiente atunci când sunt utilizate într-un context biblioterapeutic pentru a ajuta persoanele cu boli mintale să-și explice propriile lupte altora. Romanele grafice au fost, de asemenea, descrise de profesioniștii din domeniu ca fiind deosebit de apte pentru a descrie luptele asociate cu bolile mintale.

## Utilizare în terapia copiilor
Biblioterapia nu a fost suficient cercetată pentru a se asigura că va avea succes pentru toți elevii. Are multe dezavantaje, care includ literatură indisponibilă pe anumite subiecte cu care elevii s-ar putea lupta.
Multe povești terapeutice sunt scrise pentru nevoi individuale specifice, iar practicienii le-au folosit pentru a construi rezistența psihologică a unor comunități de elevi care se confruntă cu provocări. De exemplu, povestirea terapeutică poate juca un rol în problemele de la clasă sau în problemele comunităților incluzive. Anumite povești terapeutice sunt denumite și „povești vindecătoare”. În SUA, National Storytelling Network, Rețeaua Națională de Povestitori are un grup special numit Healing Story Alliance, Alianța Poveștilor Vindecătoare.
Implementarea biblioterapiei într-o clasă elementară poate fi foarte benefică atât pentru elevi, cât și pentru profesor. Profesorii care folosesc biblioterapia în sala de clasă învață multe despre copiii cărora le predau. Tehnicile selectate pentru biblioterapie includ „orice activitate de alfabetizare, lectura (ficțiune, non-ficțiune sau poezie), scriere creativă sau povestire”. Profesorii care selectează literatura adecvată pentru nevoile lor din clasă pot oferi unui copil un „personaj dintr-o poveste care să-l ajute să se înțeleagă. Ora de poveste în clasă și o discuție ghidată le permite elevilor să „devină conștienți de problemele altor copii” și dezvoltă empatia”.
Biblioterapia are trei etape recunoscute: (1) identificare, (2) catharsis și (3) perspectivă. Identificarea este atunci când un cititor se identifică cu personajul sau situația din textul literar. Catharsis este atunci când cititorul împărtășește multe dintre aceleași gânduri și se eliberează de tensiunea emoțională pe care o trăiește, perspectiva este atunci când cititorul ca urmare a procesului învață să se ocupe mai eficient de propriile probleme personale.
Într-o clasă cu un elevi cu nevoi speciale⁠(d), de exemplu, cărțile care prezintă un personaj cu aceleași nevoi îi vor ajuta pe elev să trăiască cu o boală cronică; printr-o discuție dirijată, acesta va putea verbaliza gândurile și preocupările. Acest exercițiu va oferi și colegilor de clasă o perspectivă asupra modului în care își pot ajuta colegul de clasă în mod eficient. Biblioterapia „nu impune semnificații și nici nu este o formă de predare directă; este mai degrabă o invitație și o permisiunea acordată copiilor de a aborda problemele cu empatie și înțelegere ”.
Biblioterapia poate fi o soluție mai eficientă pentru tratarea problemelor cu care se poate confrunta un elev. Este vorba de dezvoltarea încrederii elevului problemă. Pașii în terapie ar fi: identificarea de personal al școlii care ar putea ajuta la implementarea terapiei; căutarea de sprijin din partea părinților sau tutorilor elevului; definirea problemei cu care se confruntă elevul și de ce profesorul dorește să ajute la rezolvarea acesteia; crearea de obiective care îl pot ajuta pe elev să depășească problema; cercetarea cărților care ar putea ajuta la problema specifică; prezentarea cărții tuturor persoanelor care vor fi implicate, încorporând activități de lectură și evaluarea efectelelor și succeselor pe care cartea le-ar putea avea asupra elevului.